# 1. HKL 1995./96.
Prva hrvatska košarkaška liga za sezonu 1995/96. (1. HKL 1995/96.) je bila najviši razred hrvatskih košarkaških natjecanja u toj sezoni.

## Sudionici
- Olimpija Slavoning - Osijek
- Kantrida Rijekaceste - Rijeka
- Alkar - Sinj
- Croatia osiguranje - Split
- Šibenik A.E.C. - Šibenik
- Dinamo - Vinkovci
- Zadar - Zadar
- Benston - Zagreb
- Cibona - Zagreb
- Franck - Zagreb
- Zagreb - Zagreb
- Zrinjevac - Zagreb

## Natjecateljski sustav
Osloboditeljskim operacijama Hrvatske vojske, brojni su klubovi u hrvatskim natjecanjima mogli opet nastupati u svojim matičnim mjestima.

## Rezultati

### Ligaški dio
| Mj. | Klub                           | Ut | Pb | Pz | Koševi    | Bod |
| --- | ------------------------------ | -- | -- | -- | --------- | --- |
| 1.  | Cibona Zagreb                  | 28 | 25 | 3  | 2397:2040 | 53  |
| 2.  | Croatia Osiguranje Split       | 28 | 21 | 7  | 2142:2011 | 49  |
| 3.  | Zrinjevac Zagreb               | 28 | 19 | 9  | 2409:2198 | 47  |
| 4.  | Olimpija Slavoning Osijek      | 28 | 17 | 11 | 2306:2162 | 45  |
| 5.  | Zagreb                         | 28 | 17 | 11 | 2161:2066 | 45  |
| 6.  | Benston Zagreb                 | 28 | 15 | 13 | 2161:2066 | 43  |
| 7.  | Dinamo Vinkovci                | 28 | 13 | 15 | 2185:2150 | 41  |
| 8.  | Kantrida Rijeka Ceste (Rijeka) | 28 | 11 | 17 | 2249:2308 | 39  |
| 9.  | Zadar                          | 28 | 10 | 18 | 2152:2263 | 38  |
| 10. | Šibenik A.E.C.                 | 28 | 8  | 20 | 2131:2319 | 36  |
| 11. | Alkar Sinj                     | 28 | 7  | 21 | 1944:2245 | 35  |
| 12. | Franck Zagreb                  | 28 | 5  | 23 | 2240:2520 | 33  |

### Doigravanje
Prvak je zagrebačka "Cibona".
|                                                  | 1.klub                   | 2.klub                    | omjer | utakmice                   |
| ------------------------------------------------ | ------------------------ | ------------------------- | ----- | -------------------------- |
| poluzavršnica                                    | Croatia Osiguranje Split | Zrinjevac Zagreb          | 2-1   | 61:70, 95:84, 66:63        |
| poluzavršnica                                    | Cibona Zagreb            | Olimpija Slavoning Osijek | 2-0   | 72:65, 90:71               |
|                                                  |                          |                           |       |                            |
| završnica                                        | Cibona Zagreb            | Croatia Osiguranje Split  | 3-1   | 82:59, 84:88, 71:58, 91:76 |
|                                                  |                          |                           |       |                            |
| * podebljan rezultat - domaća utakmica za 1.klub |                          |                           |       |                            |

## Klubovi u međunarodnim natjecanjima
- Europska liga
  - Cibona, Zagreb
  - Zrinjevac, Zagreb
- Europski kup
  - Zagreb, Zagreb
  - Zrinjevac, Zagreb
- Kup Radivoja Koraća
  - Slavonska banka, Osijek
  - Kantrida, Rijeka
  - Croatia osiguranje, Split
  - Franck Dona, Zagreb

## Unutarnje poveznice
- A-2 liga 1995./96.
- B-1 liga 1995./96.
- Kup Hrvatske 1995./96.